# Лапидаријум
Лапидаријум (лат. Lapidarium), од латинског назива lapis што значи камен је место (колекција) где су изложени камени споменици и археолошки фрагменти попут камених епиграфа, статуа, саркофага, гробница, крајпуташа, статуа, прекретница, надгробних споменика итд.
Често такве колекције се налазе на месту ископавања, у дворишту археолошких и историјских музеја, под отвореним небом. Упркос римском имену, често се састављају лапидари из других епоха до модерног доба. 
До краја 19. века, лапидарији су створени као приватне колекције буржоаских и аристократских колекционара који воле антику. Често их карактерише чињеница да су овде представљени комади који се не могу представити у контексту "великог" музеја. Није неуобичајено да порекло делова буде нејасно. 
Модернији лапидарији су створени као изложба за налазе из археолошких ископавања. Овде, лапидаријум обично представља само ограничени део свеобухватнијег концепта изложбе; међутим, многи лапидарији још увек нису (или само привремено) отворени за јавност, чиста складишта. 
Друга група лапидарија створена је више или мање везана за градитељске колибе или висококвалитетне историјске грађевине како би се сачували оригинали делова обновљених током грађевинских радова, посебно архитектонске скулптуре и скулптуре у унутрашњости (депо). Нарочито у случају верских објеката, као што су црквене зграде, главни разлог за приложене лапидарије била је жеља да се већ посвећене компоненте чувају на посвећеном тлу, чак и ако више нису биле у непосредној употреби. Ови ускладиштени остаци оригиналних компоненти су сада важни истраживачки објекти за изградњу археологије, јер се могу користити за проучавање материјала који се користе, оригинални премази или чак ране технике обраде. 
Последње две групе карактерише близина између изложбеног места и места порекла експоната.
Овај историјски аспект преовладава и данас, а лапидаријум сада углавном садржи оригинале, који су замењени копијама из разлога очувања (ризик од временских утицаја). Споменици који се уклањају из политичких разлога (нпр. након завршетка ДДР-а), због грађевинских радова или зато што нема новца за професионалну рестаурацију такође се обично постављају у лапидаријум. Међутим, понекад се дешава да се комади који се чувају у лапидаријуму касније поново инсталирају у јавном простору. 

## Лапидаријуми у Републици Српској, Босни и Херцеговини
Лапидаријуми се налазе у двориштима појединих музеја у Републици Српској као што су лапидаријум при Музеју у Добоју и лапидаријум у дворишту Музеја Семберије у Бијељини.

## Галерија

### Лапидаријуми у Републици Српској
- Лапидаријум у Добоју, крај децембра 2024. године
- Лапидаријум у Бијељини, крај новембра 2024. године